# NPO 1
NPO 1 (dawniej Nederland 1 do 2014) – pierwszy kanał publicznej telewizji niderlandzkiej Nederlandse Publieke Omroep (NPO). Został uruchomiony 2 października 1951. Zapewnia publiczne programy telewizyjne i obecnie istnieje obok siostrzanych kanałów NPO 2 i NPO 3. W 2018 roku był to najczęściej oglądany kanał w Holandii, osiągając udział w rynku na poziomie 22,5%.

## Historia
Uruchomiony został 2 października 1951 roku. Do 1964 nosił nazwę NTS. Siedziba znajduje się w Hilversum. Wszystkie programy dostępne są w HD.

## Oferta programowa
Obecnie NPO 1 nadaje większość największych produkcji powstałych dzięki instytucjom publicznym. Kanał nadaje programy informacyjne, do których zaliczyć można sztandarowy serwis stacji NOS Journaal, programy dla dzieci (m.in. holenderską wersję Ulicy Sezamkowej), rozrywkowe, czy też transmisje sportowe.